# Сосна Василия Ялоцкого
«Сосна Василия Ялоцкого» — ботанический памятник природы местного значения, расположенный в границах регионального ландшафтного парка Яловщина на территории Деснянского района Черниговского горсовета (Черниговская область, Украина). Площадь — 0,01 га.

## История
Статус памятника природы присвоен решением Черниговского областного совета от 17.05.2017 года № 18-9/VII с целью сохранения, охраны и использования в эстетических, воспитательных, природоохранных, научных и оздоровительных целях наиболее ценных природных комплексов. На территории памятника природы запрещена любая хозяйственная деятельность, в том числе ведущая к повреждению природных комплексов.

## Описание
Памятник природы расположен в границах урочища и регионального ландшафтного парка Яловщина — на территории агробиостанции. 

## Природа
Объект охраны — дерево (сосна обыкновенная). Возраст около 200 лет. Высота — 22 м, диаметр ствола (на высоте 1,5 м) — 0,9 м.
Названа в честь владельца мельницы на Стрижне Василия Яловицкого (Ялоцкого).